# Trường Đại học Khoa học Tự nhiên, Đại học Quốc gia Thành phố Hồ Chí Minh

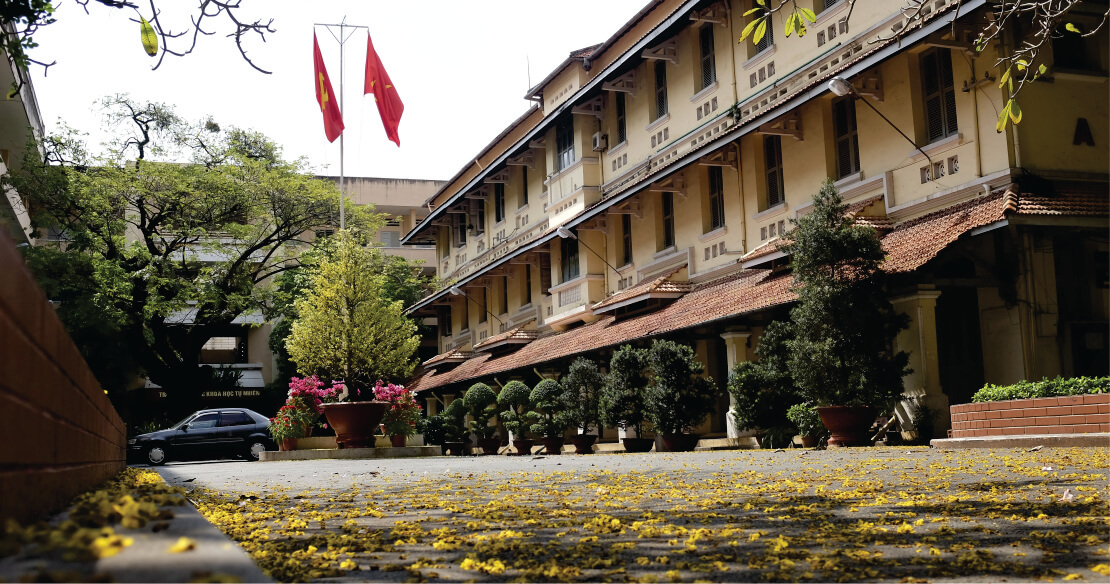
Một góc của Trường Đại học Khoa học Tự nhiên cơ sở 227 Nguyễn Văn Cừ

Trường Đại học Khoa học Tự nhiên, Đại học Quốc gia Thành phố Hồ Chí Minh (tiếng Anh: VNUHCM-University of Science – VNUHCM-US hoặc HCMUS) là trường đại học đầu ngành về đào tạo, nghiên cứu khoa học cơ bản, khoa học công nghệ và ứng dụng ở miền Nam Việt Nam. Trường là thành viên của Đại học Quốc gia Thành phố Hồ Chí Minh và được xếp vào nhóm trường đại học trọng điểm quốc gia Việt Nam.
Ngày 30 tháng 3 năm 1996, lĩnh vực khoa học tự nhiên được tách ra từ Trường Đại học Tổng hợp Thành phố Hồ Chí Minh để thành lập Trường Đại học Khoa học tự nhiên và tham gia vào Đại học Quốc gia Thành phố Hồ Chí Minh cho đến ngày nay.

## Lịch sử hình thành và phát triển
Trường Đại học Khoa Học Tự Nhiên tách ra từ Trường Đại học Quốc gia Thành phố Hồ Chí Minh (Trường ĐH KHTN) có tiền thân là Trường Cao đẳng Khoa Học trực thuộc Viện Đại học Đông Dương được thành lập ở Hà Nội vào năm 1941. Năm 1947, Trung tâm thứ hai được thiết lập tại Sài Gòn và tọa lạc trên phần đất của Bệnh viện Policlinique Dejean de la Batie (nay là Bệnh viện Sài Gòn). Sau đó, Trường chuyển về Đại lộ Nancy (sau này đổi tên thành Đại lộ Cộng Hòa, nay là 227 Nguyễn Văn Cừ).
Tháng 11 năm 1953, Trường Cao đẳng Khoa học được đổi tên thành Khoa học Đại học Đường. Năm 1964, Khoa học Đại học Đường xây thêm một chi khoa ở Dĩ An, Bình Dương (nay là cơ sở 2), đào tạo chứng chỉ Sinh lý, Sinh hóa. Tháng 4/1975, Khoa học Đại học Đường một lần nữa được đổi tên thành Trường Đại học Khoa học.

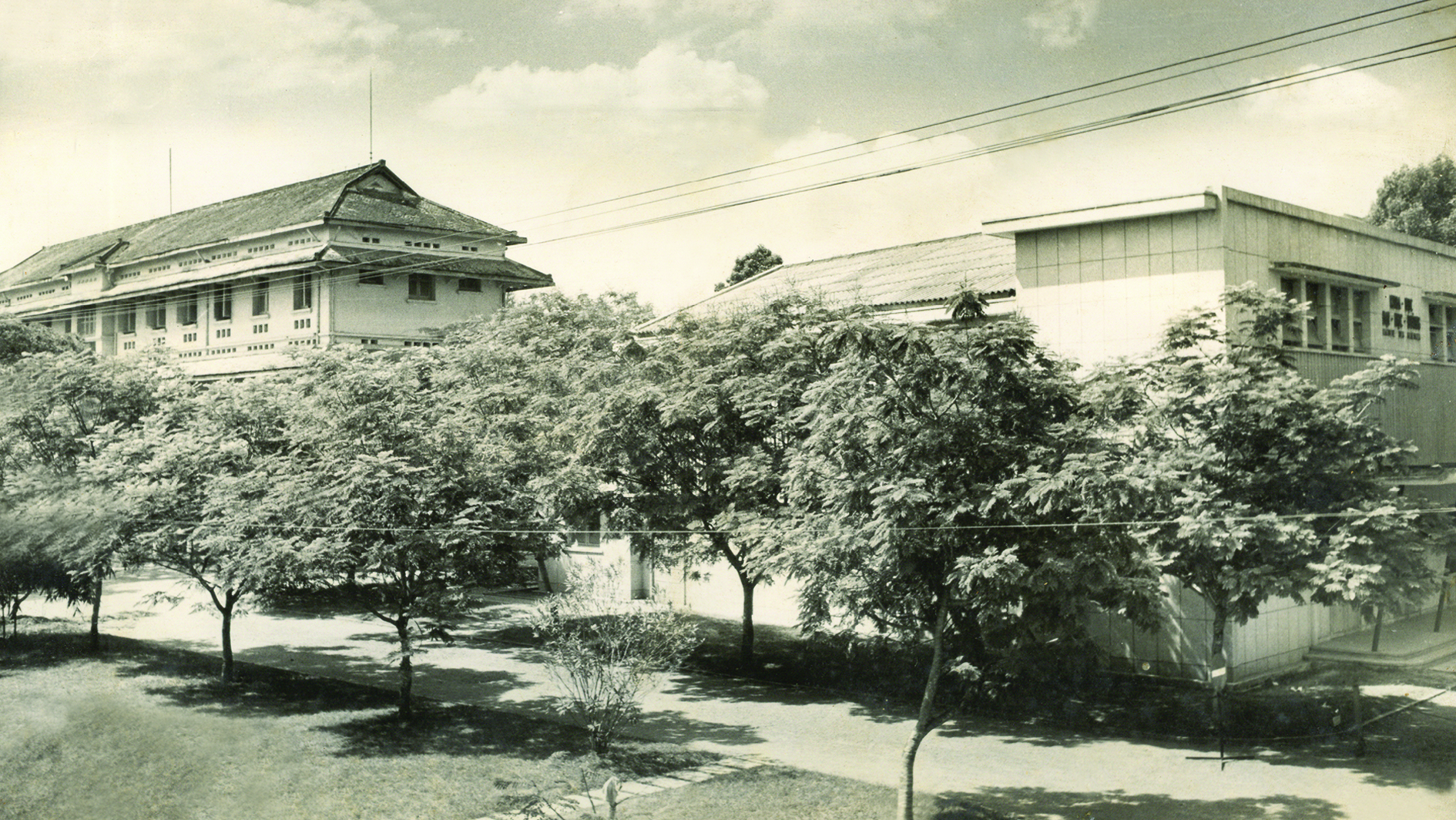
Trường Đại học Khoa học (Khoa học Đại học Đường)

Một tòa nhà học tập của Trường Đại học Khoa học (Khoa học Đại học Đường). Hiện nay là tòa nhà học tập A của Trường Đại học Khoa học Tự nhiên (Cơ sở 227 Nguyễn Văn Cừ)

Năm 1977, Trường Đại học Tổng hợp Thành phố Hồ Chí Minh được chính thức thành lập trên cơ sở sáp nhập 02 là Trường Đại học Khoa học và Trường Đại học Văn Khoa. Từ 1977 - 1996, Trường có các Khoa: Toán - Tin học, Vật lý, Hóa học, Sinh học, Địa chất, Công nghệ Thông tin, Kinh tế, Luật, và các Khoa thuộc lĩnh vực Khoa học Xã hội cùng một số trung tâm nghiên cứu ứng dụng.
Tháng 1 năm 1995, Đại học Quốc gia Thành phố Hồ Chí Minh được thành lập từTrường Đại học Tổng hợp Thành phố Hồ Chí Minh trở thành thành viên của Đại học Quốc gia Thành phố Hồ Chí Minh.
Tháng 3 năm 1996, Trường Đại học Khoa học tự nhiên được chính thức ra đời theo Quyết định số 1236/GDĐT của Bộ Giáo dục và Đào tạo và là thành viên của Đại học Quốc gia Thành phố Hồ Chí Minh.

## Cơ sở vật chất
Trường hiện có hai cơ sở:
- Cơ sở Nguyễn Văn Cừ (Cơ sở chính): tọa lạc tại 227 Nguyễn Văn Cừ, Phường 4, Quận 5, Thành phố Hồ Chí Minh. Các phòng ban chính của trường nằm ở cơ sở này. Các sinh viên Đại học thuộc Chương trình Đề án (Chất lượng cao, Tiên tiến, Tăng cường tiếng Anh), sinh viên Đại học hệ Chính quy của một số chương trình chuẩn những năm cuối và học viên Sau đại học sẽ học tập tại cơ sở này.

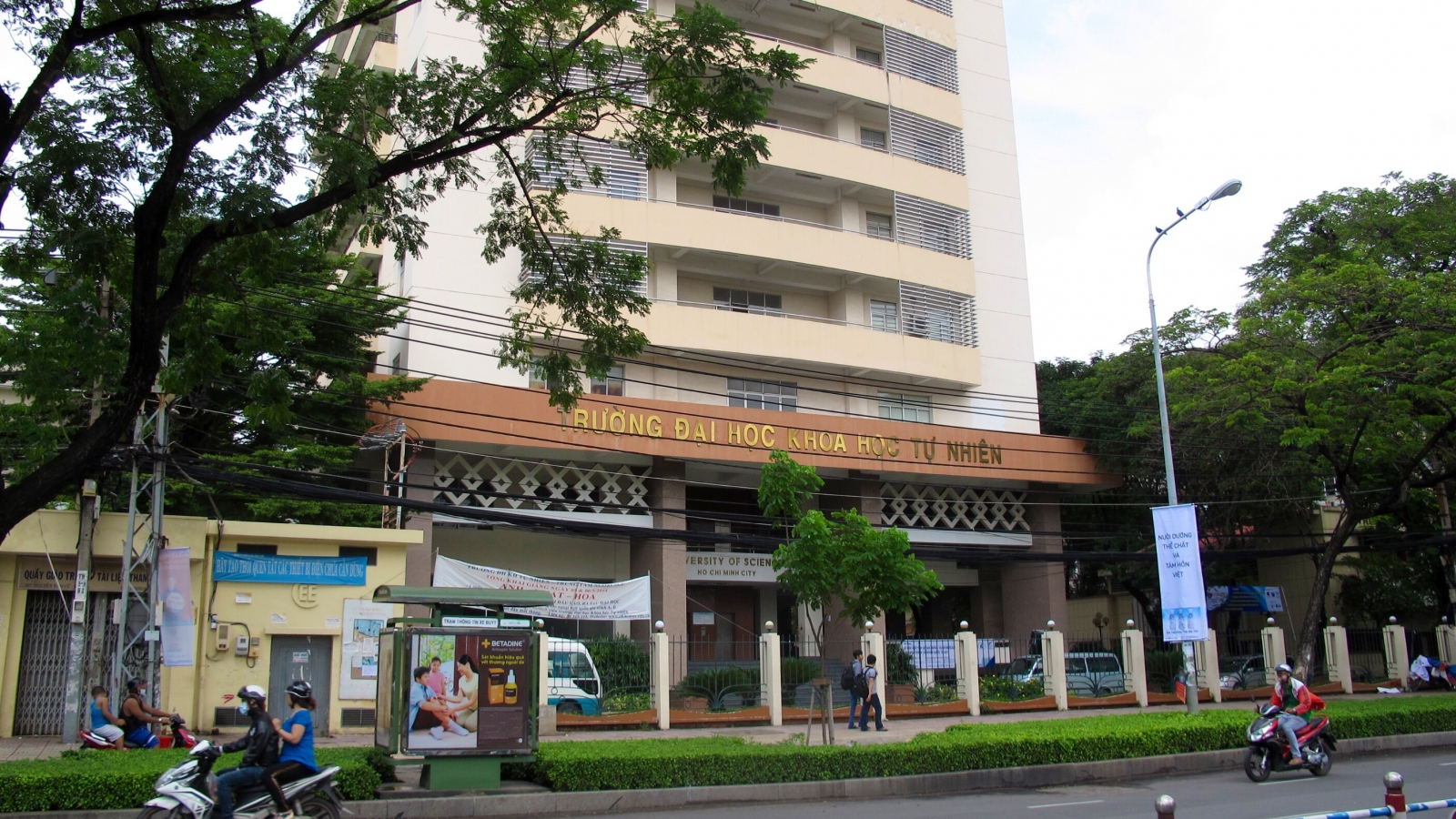
Tòa nhà I Trường Đại học Khoa học Tự nhiên (Cơ sở 227 Nguyễn Văn Cừ)

- Cơ sở Linh Trung: tọa lạc tại Khu đô thị Đại học Quốc gia Thành phố Hồ Chí Minh (Khu phố 6, Phường Linh Trung, Thành phố Thủ Đức, Thành phố Hồ Chí Minh). Các sinh viên Đại học hệ Chính quy chuẩn những năm đầu sẽ học tập tại cơ sở này.Tòa nhà điều hành Trường Đại học Khoa học tự nhiên (Cơ sở Linh Trung)

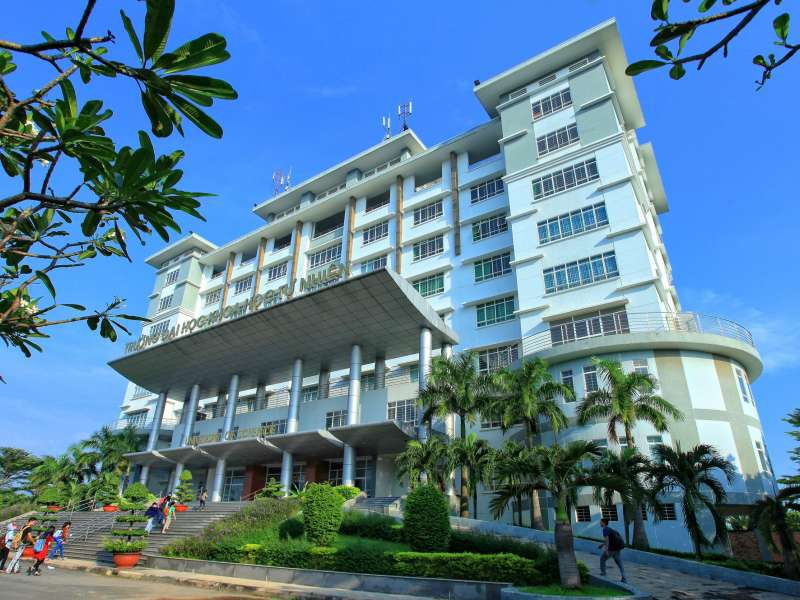
Tòa nhà điều hành Trường Đại học Khoa học tự nhiên (Cơ sở Linh Trung)

Trường có 2 viện nghiên cứu; 11 phòng thí nghiệm chuyên sâu (trong đó có 4 phòng thí nghiệm trọng điểm cấp Đại học Quốc gia Thành phố Hồ Chí Minh); 16 trung tâm nghiên cứu, dịch vụ đào tạo và chuyển giao công nghệ thuộc các lĩnh vực: Công nghệ, Khoa học tự nhiên, Ngôn ngữ và lĩnh vực khác.

Viện Nghiên cứu Tế bào gốc trực thuộc trường Đại học Khoa học tự nhiên

## Ký túc xá
Sinh viên theo học tại trường có thể đăng ký nội trú tại các ký túc xá sau:
- Ký túc xá Đại học Quốc gia Thành phố Hồ Chí Minh
- Nhà khách Đại học Quốc gia Thành phố Hồ Chí Minh
- Ký túc xá 135B Trần Hưng Đạo, Phường Cầu Ông Lãnh, Quận 1, Thành phố Hồ Chí Minh

Các ký túc xá đều được trang bị cơ sở vật chất hiện đại, có các hoạt động thể thao - văn hoá được tổ chức thường xuyên cho sinh viên tham gia.

## Các Khoa trực thuộc
Trường hiện nay có 10 khoa trực thuộc: 
| STT | Khoa                                | Tên giao dịch tiếng Anh                       | Website khoa                                                                        |
| --- | ----------------------------------- | --------------------------------------------- | ----------------------------------------------------------------------------------- |
| 1   | Khoa Toán - Tin học                 | Faculty of Mathematics and Computer Science   | https://www.math.hcmus.edu.vn/                                                      |
| 2   | Khoa Công nghệ thông tin            | Faculty of Information Technology             | https://www.fit.hcmus.edu.vn/                                                       |
| 3   | Khoa Vật lý - Vật lý kỹ thuật       | Faculty of Physics and Engineering Physics    | https://phys.hcmus.edu.vn/                                                          |
| 4   | Khoa Điện tử - Viễn thông           | Faculty of Electronics and Telecommunications | http://www.fetel.hcmus.edu.vn/                                                      |
| 5   | Khoa Hóa học                        | Faculty of Chemistry                          | http://www.chemistry.hcmus.edu.vn/                                                  |
| 6   | Khoa Sinh học - Công nghệ sinh học  | Faculty of Biology and Biotechnology          | https://fbb.hcmus.edu.vn/vn/trang-chu.html                                          |
| 7   | Khoa Địa chất                       | Faculty of Geology                            | https://geology.hcmus.edu.vn/                                                       |
| 8   | Khoa Môi trường                     | Faculty of Environment                        | http://www.environment.hcmus.edu.vn/                                                |
| 9   | Khoa Khoa học và Công nghệ vật liệu | Faculty of Materials Science and Technology   | http://www.mst.hcmus.edu.vn/                                                        |
| 10  | Khoa Khoa học liên ngành            | Faculty of Interdisciplinary Sciences         | https://fis.weeencreative.com/ Lưu trữ ngày 29 tháng 3 năm 2023 tại Wayback Machine |

Khoa Khoa học liên ngành (Faculty of Interdisciplinary Sciences) được thành lập ngày 30/11/2022, là Khoa thứ 10 của Trường Đại học Khoa học tự nhiên, thành lập với mục tiêu đào tạo trình độ cử nhân, thạc sĩ, tiến sĩ những ngành mới trên cơ sở liên kết tri thức nền tảng của các ngành khoa học – kỹ thuật – công nghệ (KH – KT – CN) mũi nhọn.

## Các chương trình đào tạo

### Bậc Đại học

#### Chương trình Chính quy chuẩn (Đại trà)
Đây là chương trình chung bao gồm Đại học, Cao đẳng chính quy; Đại học chính quy văn bằng 2; Đại học chính quy liên thông; Đại học vừa làm vừa học; Đại học từ xa qua mạng.
Chương trình Chính quy được giảng dạy hoàn toàn bằng tiếng Việt.
Hiện nay trường đang giảm dần chỉ tiêu và hướng tới dừng tuyển sinh bậc Cao đẳng.

#### Chương trình Tăng cường tiếng Anh (chương trình Chất lượng cao cũ)
Ở Chương trình Tăng cường tiếng Anh, tối thiểu 20% môn học được giảng dạy hoàn toàn bằng tiếng Anh. Sĩ số của mỗi lớp học cũng ít hơn so với mỗi lớp ở Chương trình Chính quy chuẩn.

#### Chương trình Tiên tiến
Ở Chương trình Tiên tiến, tất cả các môn học (trừ các môn chính trị - xã hội) được giảng dạy hoàn toàn bằng tiếng Anh.

#### Chương trình Cử nhân Tài năng
Hằng năm, sau khi hoàn tất thủ tục nhập học, các Khoa sẽ có các hình thức khác nhau (thi tuyển, xét tuyển, phỏng vấn, ...) để chọn ra những sinh viên xuất sắc nhất của chương trình Chính quy chuẩn tham gia Chương trình Cử nhân Tài năng. Những sinh viên thuộc chương trình Tài năng được tách riêng thành 1 lớp với điều kiện học tập tốt hơn lớp thường, do các giảng viên đầu ngành trong Khoa giảng dạy, bài tập và đề thi đòi hỏi cao hơn, và có một vài môn học chỉ được giảng dạy riêng cho lớp Tài năng.
Chương trình Tài năng được ưu tiên nguồn lực để thực hiện các công tác Nghiên cứu Khoa học.
Các sinh viên chương trình Cử nhân Tài năng chỉ có một hình thức tốt nghiệp là Khóa luận tốt nghiệp. Bằng tốt nghiệp của các sinh viên này khác với chương trình Chính quy thông thường. Thời hạn tốt nghiệp của sinh viên Tài năng là 4 năm. Quá thời hạn trên, sinh viên sẽ chỉ nhận được bằng Tốt nghiệp giống với bằng của Chương trình Chính quy chuẩn.
Cuối mỗi học kỳ, những sinh viên không đạt yêu cầu về học lực và một vài tiêu chuẩn khác sẽ bị xóa tên khỏi chương trình Cử nhân Tài năng và trở về học Chương trình Chính quy chuẩn. Đồng thời những sinh viên xuất sắc nhất học kỳ, nếu có nguyện vọng, sẽ được xét duyệt để tham gia vào Chương trình này. Đợt xét duyệt cuối cùng là học kỳ 2 năm thứ 2.
Hiện nay Chương trình Cử nhân Tài năng đào tạo các ngành:
- Ngành Toán học
- Ngành Vật lý học
- Ngành Hóa học
- Ngành Công nghệ thông tin

## Đào tạo
Trường hiện có 22 chương trình đào tạo bậc Đại học, 34 chương trình đào tạo bậc Thạc sĩ và 30 chương trình đào tạo bậc Tiến sĩ thuộc 7 lĩnh vực: Khoa học tự nhiên, Khoa học sự sống, Toán & Thống kê, Máy tính & Công nghệ thông tin, Công nghệ, Môi trường, Kỹ thuật.
- Đào tạo hệ Cử nhân các ngành: Toán - Tin học, Công nghệ thông tin, Vật lý, Kỹ thuật Hạt nhân, Hóa học, Công nghệ Kỹ thuật Hóa học, Địa chất, Sinh học, Công nghệ sinh học, Khoa học môi trường, Công nghệ Kỹ thuật Môi trường, Khoa học và Công nghệ Vật liệu, Hải Dương Học & Khí Tượng - Thủy Văn, Kỹ thuật điện tử - viễn thông.
- Đào tạo hệ Thạc sĩ các ngành: Sinh học thực nghiệm, Vi sinh vật học, Sinh thái học, Di truyền học, Vật lý lý thuyết và vật lý toán, Vật lý vô tuyến và điện tử, Vật lý nguyên tử, hạt nhân và năng lượng cao, Quang học, Vật lý địa cầu, Hóa vô cơ, Hóa hữu cơ, Hóa phân tích, Hóa lý thuyết và Hóa lý, Địa chất học, Thạch học, khoáng vật học và địa hóa học, Địa chất thủy văn, Địa chất công trình, Hải dương học, Khí tượng thủy văn, Toán giải tích, Đại số và Lý thuyết số, Hình học và Tôpô, Lý thuyết xác suất và thống kê toán học, Lý thuyết tối ưu, Bảo đảm toán học cho hệ thống máy tính và tính toán, Khoa học máy tính, Khoa học môi trường, Quản lý môi trường, Cơ học ứng dụng, cơ học lý thuyết (liên kết đào tạo với Viện Cơ học ứng dụng Thành phố Hồ Chí Minh).
- Đào tạo hệ Tiến sĩ các ngành: Sinh lý học người và động vật, Sinh lý học thực vật, Hóa sinh học, Vi sinh vật học, Sinh thái học, Di truyền học, Vật lý lý thuyết và Vật lý toán, Vật lý vô tuyến và điện tử, Vật lý nguyên tử và hạt nhân, Vật lý năng lượng cao, Vật lý chất rắn, Quang học, Vật lý địa cầu, Cơ học vật thể rắn, Hóa hữu cơ, Hóa phân tích, Hóa lý thuyết và Hóa lý, Thạch học, Khoáng vật học, Địa hóa học, Thủy thạch động lực học biển, Hóa học biển, Toán giải tích, Phương trình vi phân và tích phân, Đại số và Lý thuyết số, Hình học và Tôpô, Lý thuyết xác suất và thống kê toán học, Lý thuyết và tối ưu, Khoa học máy tính, Môi trường đất và nước, Quản lý tổng hợp môi trường đới bờ, Vi điện tử và Thiết kế Vi mạch.

Hiện nay, trường có quan hệ hợp tác với hơn 60 tổ chức khoa học, hơn 50 trường đại học và viện nghiên cứu uy tín của 21 quốc gia và vùng lãnh thổ. Trong đó, có nhiều chương trình liên kết bậc Đại học, Sau đại học.

## Hoạt động nghiên cứu khoa học
Trường Đại học Khoa học tự nhiên, ĐHQG-HCM cùng với Trường Đại học Khoa học Tự nhiên, ĐHQG-HN là hai trường đại học đầu ngành về đào tạo và nghiên cứu trong lĩnh vực khoa học cơ bản tại Việt Nam.

## Đội ngũ giảng viên
Trường Đại học Khoa học tự nhiên hiện có tổng cộng khoảng 565 giảng viên và Nghiên cứu viên:
- 10 giáo sư;
- 58 phó giáo sư;
- 244 tiến sĩ;
- 274 thạc sĩ;
- 47 cử nhân;
- Ngoài ra còn 70 người đang học tập ở nước ngoài (không hưởng lương).